# 210070 Robertcapa
210070 Robertcapa è un asteroide della fascia principale. Scoperto nel 2006, presenta un'orbita caratterizzata da un semiasse maggiore pari a 3,0502436 au e da un'eccentricità di 0,1017797, inclinata di 2,80070° rispetto all'eclittica.